# IBM JX
IBM JX（あいびーえむじぇいえっくす）は、IBMが日本、オーストラリア、ニュージーランドを含むアジア太平洋地区で販売した家庭用パーソナルコンピュータである。日本では1984年にJX1～JX4(IBM 5511)、翌1985年に改良型のJX5(IBM 5510)が発売された。イメージキャラクターには森進一、CMソングは『夢・ステファニー（ロマンティック・トリップ）』を使用したが、商業的には失敗に終わった。

## 概要
一般家庭用のパソコンでは8ビット機が主流だった時代にPC-8800シリーズと同等の価格帯で発売された16ビット機で、IBM PCjrをベースに独自の日本語化を追加した。
世界的にはIBMは1981年にIBM PC、1983年にIBM PC XTとIBM PCjrなどのIBM PCシリーズを発売したが、日本市場では日本語表示が必要なために日本IBMではIBM PCシリーズは販売せず、代わりに企業向けに日本独自仕様のマルチステーション5550を販売していた。このためJXは日本IBMによる最初の家庭向けパソコンであり、また日本IBMが発売した最初のIBM PCアーキテクチャ機でもあった。
しかし市場ではスペックの低さや対応ソフトウェアや周辺機器の少なさもあり、競合したPC-8800シリーズ・PC-9800シリーズなどの前に広く普及せず消えていった。JXの失敗により、日本IBMの個人向けパソコンは後の1988年の教育用のPS/55z(286)や、1989年に一般販売のPS/55z(386SX)までは空白となった。またJXの経験は後のDOS/Vにも影響を与えた。

## 特徴
日本市場において「16ビット機はオフィス向け、ホームユースは8ビット機」という風潮があった中、「プライベート16ビット」のコンセプトを掲げ、ホームユース向けの16ビット機として登場した。
IBMが米国市場で発売したPCjrをベースとして開発され、標準の日本語モード（基本モード）の他に、英文モードではIBM PCjr互換モードとなりIBM PC向けのソフトウェアも使用できた。
当初搭載のCPUはIntel 8088 4.77MHz (JX1～4)だが、改良型のJX5では Intel 8088 7.2MHzとなった。FDDは5.25インチが普及していた中、3.5インチドライブ（2DD 720K）を搭載した。
またPCjrと同様に本体前面にROMカートリッジ用スロットがあり、スロット奥のリセットボタンにより、カートリッジを挿入すると自動的にPCが再起動する仕組みになっていた。このROMカートリッジは、上述の動作モード（基本モード、拡張表示モード、英文モード）の切替の他、一部のソフトウェアはROMカートリッジで供給された。
標準的なオペレーティングシステムは、IBMによる「日本語DOS K2.0」と、英語版の「PC DOS 2.0」で、どちらもMS-DOSと互換性がある。
JX1～JX4まではパーツの組み換えによってアップグレード可能だが、JX5へはアップグレードできない。
JX1～JX4には赤外線を用いたワイヤレスキーボードが採用され約5メートルの有効範囲から操作が可能だったが、蛍光灯の点灯時のノイズを拾う等の問題もあり、JX5のキーボードは有線接続になった。英数字とひらがなの刻印はJIS配列で、記号についてはタイプライター配列（USキーボード相当）である。なおPCjrでは当初のチクレットキーボードが不評を招いたため、JXでは最初からタイプライター・スタイルのキーボードを採用した。

### 動作モード
モデルにより3つのモードを持つ。
- 基本モード
JXの標準的なモード。カートリッジを用いずに電源を投入すると起動する。PCjr等の他機種との互換性は無い。日本語DOSを使用可能。
- 英文モード
英文モードカートリッジを挿入すると起動する、PCjr（CGA）と互換性を持ったモード。英語版のPC DOSを使用可能。
PCjr用のROMカートリッジを併用することが可能。
- 拡張表示モード
JX3・JX4に拡張表示モードカートリッジを挿入すると起動する。JX5は同機能を内蔵しており、スイッチで切り替えるようになっている。日本語DOSを使用可能。画面解像度は720x512となり、これはマルチステーション5550の下位モデル相当だが、DOSレベル以上の互換性は無い。

## スペック
| ＼           | JX1                                                   | JX2                                                   | JX3                                                                                            | JX4                                                                                            | JX5                                                                                            |
| ------------ | ----------------------------------------------------- | ----------------------------------------------------- | ---------------------------------------------------------------------------------------------- | ---------------------------------------------------------------------------------------------- | ---------------------------------------------------------------------------------------------- |
| 型番         | IBM JX 5511                                           | IBM JX 5511                                           | IBM JX 5511                                                                                    | IBM JX 5511                                                                                    | IBM JX5 5510                                                                                   |
| CPU          | Intel 8088 4.77MHz                                    | Intel 8088 4.77MHz                                    | Intel 8088 4.77MHz                                                                             | Intel 8088 4.77MHz                                                                             | Intel 8088 4.77MHz/7.2MHz                                                                      |
| RAM          | 64KB                                                  | 128KB                                                 | 128KB                                                                                          | 256KB                                                                                          | 384KB                                                                                          |
| ROM          | 128KB（BIOS・BASIC・かな漢字変換用辞書）              | 128KB（BIOS・BASIC・かな漢字変換用辞書）              | 128KB（BIOS・BASIC・かな漢字変換用辞書）                                                       | 128KB（BIOS・BASIC・かな漢字変換用辞書）                                                       | 128KB（BIOS・BASIC・かな漢字変換用辞書）                                                       |
| 漢字ROM      | 128KB（JIS第一水準・16×15ドットフォント）             | 128KB（JIS第一水準・16×15ドットフォント）             | 128KB（JIS第一水準・16×15ドットフォント）                                                      | 128KB（JIS第一水準・16×15ドットフォント）                                                      | 128KB（JIS第一水準・16×15ドットフォント）                                                      |
| 外字RAM      | 2KB                                                   | 2KB                                                   | 2KB                                                                                            | 2KB                                                                                            | 2KB                                                                                            |
| ビデオRAM    | 32KB                                                  | 32KB                                                  | 64KB                                                                                           | 64KB                                                                                           | 64KB                                                                                           |
| 表示能力     | 横160×縦200×16色 横320×縦200×4色/16色 横640×縦200×4色 | 横160×縦200×16色 横320×縦200×4色/16色 横640×縦200×4色 | 横160×縦200×16色 横320×縦200×4色/16色 横640×縦200×2色/4色/16色 横360×縦512×4色 横720×縦512×2色 | 横160×縦200×16色 横320×縦200×4色/16色 横640×縦200×2色/4色/16色 横360×縦512×4色 横720×縦512×2色 | 横160×縦200×16色 横320×縦200×4色/16色 横640×縦200×2色/4色/16色 横360×縦512×4色 横720×縦512×2色 |
| FDD          | なし                                                  | 3.5インチ 2DD(720KB)×1                                | 3.5インチ 2DD(720KB)×2                                                                         | 3.5インチ 2DD(720KB)×2                                                                         | 3.5インチ 2DD(720KB)×2                                                                         |
| サウンド     | SN76489A（8オクターブ3重和音）                        | SN76489A（8オクターブ3重和音）                        | SN76489A（8オクターブ3重和音）                                                                 | SN76489A（8オクターブ3重和音）                                                                 | SN76489A（8オクターブ3重和音）                                                                 |
| 対応モード   | 基本/英文                                             | 基本/英文/拡張                                        | 基本/英文/拡張                                                                                 | 基本/英文/拡張                                                                                 | 基本/英文/拡張                                                                                 |
| キーボード   | コンパクト                                            | フル                                                  | フル                                                                                           | フル                                                                                           | フル                                                                                           |
| ディスプレイ | テレビ                                                | RGB対応テレビ/ 専用14インチカラーディスプレイ         | 専用14インチカラーディスプレイ                                                                 | 専用14インチカラーディスプレイ                                                                 | 専用14インチカラーディスプレイ                                                                 |
| 本体重量     | 3.7Kg                                                 | 5.3Kg                                                 | 6.1Kg                                                                                          | 6.2Kg                                                                                          | 不明                                                                                           |
| 本体価格     | 166,000円                                             | 270,000円                                             | 332,000円                                                                                      | 373,000円                                                                                      | 360,000円                                                                                      |

### 拡張機器
オプションで以下の拡張機器が提供された。
- 拡張ユニット
JXのシステムユニットの天板を外し、その上に重ねて使用する。ケーブルによりシステムユニットと接続される。電源はシステムユニットとは別である。
RAMを512KBまで拡張するためのスロットが使用可能になり、また3.5インチ FDDもしくは5.25インチ FDDを1台搭載することができる。
- ハードディスク拡張ユニット
拡張ユニットと同様に、JXのシステムユニットの上に重ねて使用する。5.25インチ・10MBHDDを搭載。価格は30万～40万円だった。

## 評価
JXは森進一をキャラクターに据えて数億円をかけた宣伝が行われたにもかかわらず、ほとんど売れなかった。発売から1年で2000台販売（特約店の情報）、3年後の1987年時点でも4万台しか生産されていなかった。その理由として最も指摘されたのは、CPUにIntel 8088を採用したことがハードとして中途半端であったという点。これは米国のソフトを流用できるようにPCjrと同じCPUを採用したものだったが、そもそも日本国内には米国のソフトを必要とするユーザーは少数であり、大きな意味をなさなかった。日本では16ビットバスのIntel 8086系を搭載したパソコンが主流になりつつある中で、8ビットバスのIntel 8088を搭載した本機はパソコンに詳しいマニアから敬遠され、それが口コミで広まりJXのイメージを悪くした。また、JX対応ソフトを開発するソフトメーカーに対して日本IBMの協力姿勢が良くなかった問題も指摘された。
1987年には日本アイ・ビー・エム創立50周年記念品としてJX（モデル2～4）の本体、ディスプレイ、キーボードのセットが合計1万5千台用意された（ソフトは別売）。社員2万人全員分は用意できないため、代替品としてコーヒーカップセットが用意され、JXとの二択になった。

## 影響
- 後のDOS/V時代のインタビューでは「黒船」「元寇」などの表現が見られる(世界を席巻した IBM PC が遂に日本上陸と大騒ぎしたが、あっさり全滅した)
- JXで使用された型番(5511、5510)は、1991年のPS/55Z(5510-Z/S/T)で再開される事になる。
- 英文の需要があったため、日本IBMはJX5を発売した1985年の11月にIBM PC AT(IBM 5170)とIBM PC XT(IBM 5160)の国内販売を開始した。